# Arthur Kay
Arthur Kay, geb. Kautzenbach (* 16. Januar 1882 in Grottkau in Schlesien; † 19. Dezember 1969 in Los Angeles) war ein deutsch-amerikanischer Dirigent, Komponist, Arrangeur und Cellist. In Schlesien und Berlin ausgebildet, wanderte er 1907 in die USA aus, wo er nach einigen Saisons als Cellist des Boston Symphony Orchestra und Dirigent des Boston Pops Orchestra eine Laufbahn als Dirigent, Komponist und Arrangeur in der Operette, im Stummfilm und dem Tonfilm einschlug, zunächst vor allem an der Ostküste und ab 1918 an der Westküste.

## Biographie

### Familie und Ausbildung
Arthur Kautzenbach stammte aus einer katholischen Familie in Schlesien, in der es bereits in früheren Generationen Musiker gegeben hatte. Er war das erste von insgesamt acht Kindern des Stellmachermeisters und Musikers Ferdinand Kautzenbach (1856–1942) und seiner Frau Bertha Kautzenbach geb. Großmann (1861–1923). Kautzenbachs Hauptinstrument war das Cello, er erlernte aber weitere Instrumente während der Ausbildung in den Lehrlingskapellen seines Vaters in Grottkau, Frankenstein und Reichenbach im Eulengebirge. Seine Schwestern lernten Klavier, seine Brüder Streichinstrumente. Seine Schwester Maria Kautzenbach, verheiratete Folgmann (1884–1915), und seine Brüder Wilhelm Kautzenbach, später William Kautzenbach bzw. Temas Kay (1887–1964) und Georg (George) Kautzenbach (1895–1990) wurden ebenfalls professionelle Musikerinnen und Musiker.
In den Jahren 1900 bis 1907 studierte Arthur Kautzenbach, 1905–1906 unterbrochen durch den Einjährigen-Freiwilligendienst, an der Königlichen akademischen Hochschule für Musik in Berlin bei Robert Hausmann Cello. Finanzielle Unterstützung für sein Studium und den verkürzten Militärdienst kam durch ein Stipendium der Carl Haase-Stiftung sowie durch den Musiker und Mäzen Martin Lesser (ca. 1857–1919). In dieser Zeit gab Kautzenbach bereits erste öffentliche Konzerte und spielte wohl auch in Orchestern in Berlin und Hamburg.

### Boston
Durch einen Kontakt mit dem Dirigenten Karl Muck wurde Kautzenbach 1907 als Cellist an das Boston Symphony Orchestra engagiert. Dort spielte er drei Saisons in der Cellogruppe und soll zudem als Assistent Karl Mucks gewirkt haben. 1908 und 1909 übernahm er zudem Dirigate beim Boston Pops Orchestra, in dem die Bostoner Orchestermitglieder im Frühsommer bezahlte Beschäftigung fanden.
Kautzenbach legte in dieser Zeit verschiedene Kompositionen vor (Pops, Skidoo Galop, Bunker Hill, Impressions), die auch vom Boston Pops Orchestra aufgeführt wurden. In der Folge erschienen auch einige seiner Kompositionen bei G. Schirmer in New York.

### New York und US-amerikanische Provinz
1910 übersiedelte Kautzenbach nach New York City, um im Gefolge des Operettenkomponisten Victor Herbert, dessen Musik ihn bereits bei einem Aufenthalt in Hamburg beeindruckt hatte, tätig zu werden. Als schwierig erwies sich zunächst, dass er als Mitglied des Boston Symphony Orchestra nicht Mitglied in der American Federation of Musicians geworden war, die ansonsten für jegliche Arbeit als Musiker eine Mitgliedschaft in der Gewerkschaft verlangte. Er dirigierte in der Folge diverse Opern- und Operettenprojekte (z. B. The Paradise of Mahomet von Robert Planquette und The Pink Lady von Ivan Caryll) in New York und in der Provinz, arbeitete als Cellist in Victor Herberts Orchester und dirigierte dann auch dessen Operetten, u. a. 1917 die New Yorker Premiere von Hearts of Erin.
1911 heiratete er Marian Hallett aus Somerville bei Boston. Er hatte mit ihr drei Kinder. Die Familie lebte weiterhin in Somerville, während Kautzenbach in New York und auf Tournee war.

### Tätigkeit im Stummfilm in Los Angeles, Seattle und Chicago
Im Jahr 1918 wechselte Kautzenbach, der sich von nun an Kay nannte, nach Los Angeles (CA). Infolge der antideutschen Stimmung im Zusammenhang mit dem Eintritt der USA in den Ersten Weltkrieg war an dem von Sid Grauman betriebenen Grauman’s Million Dollar Theatre der Dirigentenposten freigeworden. Der vorige Leiter Rudolph G. Kopp wurde wegen angeblicher antiamerikanischer Aussagen entlassen und interniert. Kay dirigierte in Grauman’s Million Dollar Theatre fortan sowohl die Begleitmusik zu den Stummfilmen als auch die aufwendigen, von Sid Grauman gestalteten Prologe mit Musik und verschiedenen Varieténummern. Das Repertoire, das er während seiner Zeit in den Lehrlingskapellen seines Vaters kennengelernt hatte, spielte dabei eine nicht unwesentliche Rolle, d. h. Opern- und Operettenmelodien sowie leichtere klassische Werke etwa von Franz Liszt oder Edvard Grieg. Nach einer Weile übernahm Kay auch die Leitung der von Sid Grauman initiierten Sonntagmorgenkonzerte, mit denen Kay den Anspruch vertrat, das Publikum musikalisch zu bilden.
Nachdem es zwischen Kay und Grauman zu einer Auseinandersetzung über musikalische Qualitätsfragen gekommen war, kündigte Kay. Er dirigierte anschließend die Orchester der Stummfilmkinos Coliseum Theatre in Seattle (WA) (1920–1922) und Tivoli Theatre in Chicago (IL) (1922–1923). 1923 kehrte er nach Los Angeles zurück und übernahm nun Dirigate in Loew’s State Theatre und Grauman’s Chinese Theatre.
Während seiner Zeit als Stummfilmdirigent stellte Kay nicht nur zahlreiche Musikfolgen (cue sheets) für Stummfilme zusammen, sondern begann auch damit, eigene Stummfilmmusiken zu komponieren. Die Stummfilmkompositionen sowie weitere Werke und Bearbeitungen von ihm erschienen in den Verlagen Forster Music Publisher, Chicago, und McKinley Music, Chicago. Die bekannteste von Kay zusammengestellte Musikfolge für einen Stummfilm ist die zu Charlie Chaplins Film The Circus (1928), in der er neben Musik aus Oper und Operette, populären klassischen Instrumentalstücken, aktuellen Songs und Jazzstücken auch viele Stummfilmkompositionen der Zeit, u. a. von sich selbst verwendete (A Funny Story, Mysterious Stranger, Gossip, The Accuser).
Kay wurde von der Presse immer wieder zu seiner Vorstellung von Stummfilmmusik befragt. Dabei befand er, dass Stummfilmmusik die Handlungen des Stummfilms nicht offensichtlich nachahmen, sondern eher längere, verbindende Spannungsbögen ziehen solle. Das klassische Repertoire hielt er in diesem Zusammenhang für besonders geeignet.

### Tätigkeit im Tonfilm
Ab 1927 arbeitete Kay im Tonfilm, zunächst für die Vitaphone Varietes/Warner Brothers und nach einer Tätigkeit für den Rundfunksender KHJ von 1929 bis 1931 für die Fox Corporation. Danach folgen bis etwa 1951 Engagements bei diversen Studios: Academy Pictures Corporation, Educational, Grand National Pictures, Library Films, Mascot Pictures, Mercury Productions, Metro-Goldwyn-Mayer, Paramount, Republic Pictures, RKO, Universal Pictures und Warner Bros. Anfangs übernahm er die musikalische Leitung und Teils auch Arbeiten als Komponist und Arrangeur vor allem von Musikfilmen, später für viele Dramen, Western, Abenteuer- und Gangsterfilme. U. a. wirkte er an bekannten Produktionen wie Citizen Kane (1941) (hier sieht man ihn in einer Szene dirigieren) und Gone with the Wind (1939) mit, Bekanntheit erlangte in seiner Zeit u. a. der Film The Big Trail mit John Wayne. In einem Interview gab Kay 1931 an, vor allem weniger konkrete, impressionistische Filmmusik schreiben zu wollen, was auf die meisten seiner Produktionen aber wohl nicht zutraf.

### Theaterschaffen
Mitte der 1920er Jahre kehrte Kay neben seinem Filmschaffen sowie Auftritten als Dirigent in Konzerten, Shows und Revuen ans Theater zurück. Nachdem er an unterschiedlichen Theatern in Los Angeles anfänglich etwa verschiedene Produktionen von George Gershwin geleitet hatte (Lady Be Good, Tip-Toes, Girl Crazy), die eine aktuellere, am Jazz orientierte Besetzung verlangten, konzentrierte er entgegen den Entwicklungen der Zeit immer mehr auf die europäische und US-amerikanische Operette. Die Werke von Victor Herbert, darüber hinaus von Rudolf Friml und Siegmund Romberg bildeten den Kern seines Interesses. Mitte der 1930er Jahre beteiligte er sich zunächst als Dirigent am Annual Light Opera Festival, das von Lynden E. Behymer und Merle Armitage produziert wurde und Kays musikalischen Vorlieben sehr entgegenkam. Unabhängig davon komponierte er 1936 auf der Grundlage chinesischer Melodien die Musik zu Raymond Cannons Her Majesty the Prince.
1938 wurden schließlich die Los Angeles Civic Light Opera und 1941 die San Francisco Civic Light Opera mit Hilfe privater Spenden gegründet, die die Bestrebungen des Annual Light Opera Festival im Austausch zwischen den beiden Städten Los Angeles und San Francisco fortsetzten. Kay dirigierte hier regelmäßig Werke der europäischen und der US-amerikanischen Operette, mit der Zeit aber auch Produktionen von George Forrest und Robert Wright, die bei ihren Kompositionen gerne auf bestehende Musik, etwa von Edvard Grieg (Song of Norway, 1944) oder Alexander Borodin (Kismet, 1953), zurückgriffen. Diese Produktionen führten Kay teilweise noch einmal zurück an den New Yorker Broadway.
Bis 1962 war Kay regelmäßig im Rahmen der Los Angeles Civic Light Opera aktiv, danach zog er sich weitgehend ins Privatleben zurück und wurde nur noch gelegentlich, beispielsweise für Arrangements, engagiert, zuletzt 1966.

### Tod
Arthur Kay, der erst 1943 die US-amerikanische Staatsbürgerschaft annahm, verstarb am 19. Dezember 1969 in Los Angeles (Kalifornien).

### Hinweis
Der Musiker Arthur Kay, geb. Kautzenbach, ist nicht identisch mit dem Arthur Kay, der als Synchronsprecher für die Terrytoons-Zeichentrickfilme arbeitete und etwa „Gandy Goose“ seine Stimme lieh.

## Kompositionen (Auswahl)
Ein ausführliches Werkverzeichnis findet sich in: Sophie Fetthauer Arthur Kay, vordem Kautzenbach (1882–1969). Ein Dirigent, Komponist und Arrangeur in den Musikwelten von Theater, Stummfilmkino und Hollywood-Studio, Neumünster: von Bockel Verlag, 2023.

### Klavier
- Dragonfly. Caprice, Chicago: Forster Music Publisher, 1925.

### Kammermusik
- Three Compositions, für Violoncello und Klavier, 1. Longing, 2. Serenade, 3. Spinnliedchen (Spinning-Song), New York (NY): G. Schirmer [1911].
- Two Compositions, für Cello und Klavier, 1. Troubadour. Intermezzo, 2. Autumn Thoughts, New York (NY): G. Schirmer, 1924.

### Gesang
- Enduring Troth (Andenken), Lied für mittlere Stimme und Klavier, Text: Joseph von Eichendorff, Übersetzung: Th. Baker, New York (NY): G. Schirmer, 1924.

### Orchester
- Pops. March, UA: Boston Pops Orchestra, Boston, 29. Mai 1908.
- Skidoo Galop, UA: Boston Pops Orchestra, Boston, 6. Juni 1908.
- Bunker Hill. March, mit Orgel, UA: Boston Pops Orchestra, Boston, 24. Mai 1909.
- Impressions. Waltz, UA: Boston Pops Orchestra, Boston, 31. Mai 1909.

### Stummfilm (Notenausgaben für Orchester)
- Serenade, Gaston Borch (Arr.), New York (NY): G. Schirmer, 1914.
- Avalanche. Dramatic Allegro, Edmund Roth (Arr.) (= FMPIS), Chicago: Forster Music Publisher, 1925.
- Cabal. Dramatic Misterioso, Edmund Roth (Arr.) (= FMPIS), Chicago: Forster Music Publisher, 1925.
- Corinne. Tender Passion, Edmund Roth (Arr.) (= FSC), Chicago: Forster Music Publisher, 1925.
- Desert Caravan. Oriental No. 2, Edmund Roth (Arr.) (= FMPIS), Chicago: Forster Music Publisher, 1925.
- Dolores. Elegy, Edmund Roth (Arr.) (= FMPIS), Chicago: Forster Music Publisher, 1925.
- Gossip. Light Agitato, Edmund Roth (Arr.) (= FMPIS), Chicago: Forster Music Publisher, 1925.
- Hedjas. Orientale No. 1, Edmund Roth (Arr.) (= FMPIS), Chicago: Forster Music Publisher, 1925, UA: Seattle, Coliseum, 4. Sept. 1921.
- Hercules. Rugged, Boisterous, Edmund Roth (Arr.) [(= FMPIS), Chicago: Forster Music Publisher, 1925].
- Mysterious Stranger. Misterioso, Edmund Roth (Arr.) (= FMPIS), Chicago: Forster Music Publisher, 1925.
- Stealthy Visitors. Eccentric Misterioso, Edmund Roth (Arr.) (= FMPIS), Chicago: Forster Music Publisher, 1925.
- The Accuser. Dramatic Agitato, Edmund Roth (Arr.) (= FMPIS), Chicago: Forster Music Publisher, 1925.
- Tragedienne. Dramatic Andante, Edmund Roth (Arr.) (= FMPIS), Chicago: Forster Music Publisher, 1925.
- Villain. Sinister Atmosphere, Edmund Roth (Arr.) (= FMPIS), Chicago: Forster Music Publisher, 1925.
- A Funny Story. Intermezzo Humoresque, Edmund Roth (Arr.) (= FSC), Chicago: Forster Music Publisher, 1926.
- Chastity. Sweet Pathetic Andante, Edmund Roth (Arr.) (= FMPIS), Chicago: Forster Music Publisher, 1926.
- Protestation. Agitato, Edmund Roth (Arr.) (= FMPIS), Chicago: Forster Music Publisher, 1926.
- Señorita Lolita. Morceau Characteristique, Edmund Roth (Arr.) [(= FMPIS)], Chicago: Forster Music Publisher, 1926.
- Solace. Andante, Edmund Roth (Arr.) (= FMPIS), Chicago: Forster Music Publisher, 1926.
- Threnody. Lamentation, Edmund Roth (Arr.) (= FMPIS), Chicago: Forster Music Publisher, 1926.
- Vanishing Race. American Indian Lament, Edmund Roth (Arr.) (= FMPIS), Chicago: Forster Music Publisher, 1926.
- „Alarm“. Agitato, Edmund Roth (Arr.) (= FMPIS), Chicago, Forster Music Publisher, 1927.
- Pippin. Valse Caprice, Edmund Roth (Arr.) (= FSC), Chicago: Forster Music Publisher, 1927.

### Stummfilm (Komposition, Zusammenstellung von Musikfolgen)
- The Jack-Knife Man – Das Findelkind (The Jack-Knife Man), 1920.
- The Last of the Mohicans, 1920.
- The Gaucho, 1927.
- The Circus, 1928.

### Tonfilm (Komposition, Arrangement, musikalische Leitung, Auftritt als Dirigent)
- Visions of Spain, 1927.
- Chasing Through Europe, 1929.
- Fox Movietone Follies of 1929, 1929.
- Married in Hollywood, 1929.
- Sunny Side Up, 1929.
- Words and Music, 1929.
- South Sea Rose, 1929.
- The Exalted Flapper, 1929.
- The Wolf Song, 1929.
- Are You There?, 1930.
- City Girl, 1930.
- Common Clay, 1930.
- Fox Movietone Follies of 1930 (New Movietone Follies of 1930), 1930.
- Just Imagine, 1930.
- Oh, for a Man!, 1930.
- The Big Trail, 1930.
- The Golden Calf (Her Golden Calf), 1930.
- The Princes and the Plumber, 1930.
- Ambassador Bill, 1931.
- Fair Warning, 1931.
- Igloo, 1932.
- Apples to You, 1934.
- Flirtation, 1934.
- Little Man, What Now?, 1934.
- Nifty Nurses, 1934.
- The Human Side, 1934.
- The Live Ghost, 1934.
- There’s Always Tomorrow, 1934.
- Young and Beautiful, 1934.
- Tailspin Tommy, 1934/35.
- Alias Mary Dow, 1935.
- Beautiful Dreamer, 1935.
- Chinatown Squad, 1935.
- Hail, Brother, 1935.
- Harmony Lane, 1935.
- Hitch Hike Lady, 1935.
- I’ve Been Around, 1935.
- Lady Tubbs, 1935.
- One Frightened Night, 1935.
- Outlawed Guns, 1935.
- Rustlers of Red Dog, 1935.
- Sagebrush Troubadour, 1935.
- Streamline Express, 1935.
- The Adventures of Rex and Rinty, 1935.
- The Calling of Dan Matthews, 1935.
- The Fighting Marines, 1935.
- The Singing Vagabond, 1935.
- The Throwback, 1935.
- Comin’ Round the Mountain, 1936.
- Dangerous Waters, 1936.
- Daniel Boone (dt. Banditen von Kain-Tu-kei), 1936.
- Darkest Africa, 1936.
- Flying Hostess, 1936.
- Ghost-Town Gold, 1936.
- King of the Pecos, 1936.
- Oh, Susanna!, 1936.
- Red River Valley, 1936.
- Ride, Ranger, Ride, 1936.
- Roarin’ Lead, 1936.
- Robinson Crusoe of Clipper Island, 1936.
- Sea Bandits (I Conquer the Sea!), 1936.
- Silly Billies, 1936.
- The Big Show, 1936.
- The House of a Thousand Candles, 1936.
- The Lawless Nineties, 1936.
- The Leavenworth Case, 1936.
- The Mandarin Mystery, 1936.
- The Old Corral, 1936.
- The Phantom Rider, 1936.
- The Singing Cowboy, 1936.
- The Vigilantes Are Coming (dt. Zorro, der blutrote Adler), 1936.
- Undersea Kingdom, 1936.
- Winds of the Wasteland, 1936.
- Affairs of Cappy Ricks, 1937.
- California Straight Ahead!, 1937.
- Come on, Cowboys, 1937.
- Dick Tracy, 1937.
- Public Cowboy No. 1, 1937.
- Range Defenders, 1937.
- Renfrew of the Royal Mounted, 1937.
- Riders of the Whistling Skull, 1937.
- Rootin’ Tootin’ Rhythm, 1937.
- Round-Up Time in Texas, 1937.
- She’s Dangerous, 1937.
- SOS Coast Guard, 1937.
- The Girl Said No, 1937.
- Wallaby Jim of the Islands, 1937.
- West Bound Limited, 1937.
- Border Wolves, 1938.
- The Gladiator, 1938.
- The Fighting Devil Dogs, 1938.
- King of the Newsboys, 1938.
- You Can’t Get Away with Murder, 1939.
- Gone with the Wind, 1939.
- The Great Victor Herbert, 1939.
- Men with Steel Faces, 1940.
- Citizen Kane, 1941.
- The Fighting Devil Dogs, 1943.
- Rhapsody in Blue, 1945.
- Arctic Fury, 1951.

### Bühne (Komposition)
- Her Majesty, the Prince, Libretto: Raymond Cannon, Musik: Arthur Kay nach Motiven chinesischer Musik, UA: Los Angeles, Music Box Theater, 1936.